# 6 Mazowiecka Brygada Obrony Terytorialnej
6 Mazowiecka Brygada Obrony Terytorialnej im. rotmistrza Witolda Pileckiego (6MBOT) – związek taktyczny Wojsk Obrony Terytorialnej - piątego, najmłodszego Rodzaju Sił ZbrojnychWojska Polskiego. Swoim zasięgiem terytorialnym Brygada obejmuje teren południowego Mazowsza, a w jej skład wchodzą cztery bataliony lekkiej piechoty oraz cztery samodzielne kompanie. 

## Struktura organizacyjna
Struktura od 2017 r.:
Dowództwo brygady mieści się w Warszawie na terenie Cytadeli Warszawskiej, a w jej skład wchodzi:
- 61 Batalion Lekkiej Piechoty – Grójec

Struktura w 2019 r. :
Dowództwo brygady mieści się w warszawskiej dzielnicy Rembertów, a w jej skład wchodzą: 
- Kompania Dowodzenia, Kompania Logistyczna – Warszawa - Rembertów
- Kompania Saperów – Pomiechówek
- 61 Batalion Lekkiej Piechoty – Grójec
- 62 Batalion Lekkiej Piechoty – Radom
- 64 Batalion Lekkiej Piechoty – Płock
- 65 Batalion Lekkiej Piechoty – Pomiechówek

Struktura od stycznia 2021 r.:
Dowództwo brygady mieści się w Radomiu, na terenie 42. Bazy Lotnictwa Szkolnego
- Kompania Dowodzenia, Kompania Logistyczna – Radom
- Kompania Saperów – Pomiechówek
- 61 Batalion Lekkiej Piechoty – Grójec
- 62 Batalion Lekkiej Piechoty – Radom
- 64 Batalion Lekkiej Piechoty – Płock
- 65 Batalion Lekkiej Piechoty – Pomiechówek

Po przeniesieniu Dowództwa i Sztabu Brygady do Radomia, nastąpił szereg zmian w jej strukturze i funkcjonowaniu. Pod koniec 2021 r. 64 blp i 65 blp połączone zostały w jeden pododdział z siedzibą w Pomiechówku, w czerwcu 2022 r. żołnierze z Grójca przeniesieni zostali do koszar w nowo wyremontowanych budynkach w Książenicach, natomiast w sierpniu 2022 r. do dawnej jednostki przy ul. Tomaszewskiej w Nowym Mieście nad Pilicą wróciło wojsko w postaci żołnierzy wchodzącego w skład 6MBOT 63 Batalionu Lekkiej Piechoty. W strukturach 6MBOT uruchomiona została również stacjonująca w Książenicach Kompania Szkolna. 
Struktura - stan na 2023 r.:
Dowództwo brygady mieści się w Radomiu, ul. Sadków 9, 26-610 Radom; na terenie 42. Bazy Lotnictwa Szkolnego, a w skład Brygady wchodzą: 
- 61 Batalion Lekkiej Piechoty w Książenicach,
- 62 Batalion Lekkiej Piechoty w Radomiu,
- 63 Batalion Lekkiej Piechoty w Nowym Mieście nad Pilicą,
- 64 Batalion Lekkiej Piechoty w Pomiechówku,
- Samodzielne Kompanie: Logistyczna i Dowodzenia w Radomiu, Szkolna w Książenicach oraz Saperów w Pomiechówku.

## Tradycje
Decyzją nr 17/MON Ministra Obrony Narodowej z dnia 28 lutego 2018, brygada przyjęła wyróżniającą nazwę „Mazowiecka” i otrzymała imię rotmistrza Witolda Pileckiego.
Decyzją nr 147/MON Ministra Obrony Narodowej z dnia 10 września 2019, ustanowiono święto brygady na dzień 27 kwietnia.
27 września 2020 roku podczas radomskich obchodów święta Wojsk Obrony Terytorialnej 6MBOT otrzymała sztandar, którego rodzicami chrzestnymi zostali pani Zofia Pilecka-Optułowicz – córka Patrona oraz ówczesny wiceminister obrony narodowej Wojciech Skurkiewicz. 

Insygnia
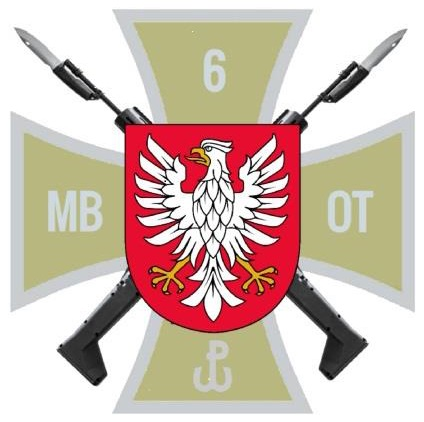
Odznaka pamiątkowa
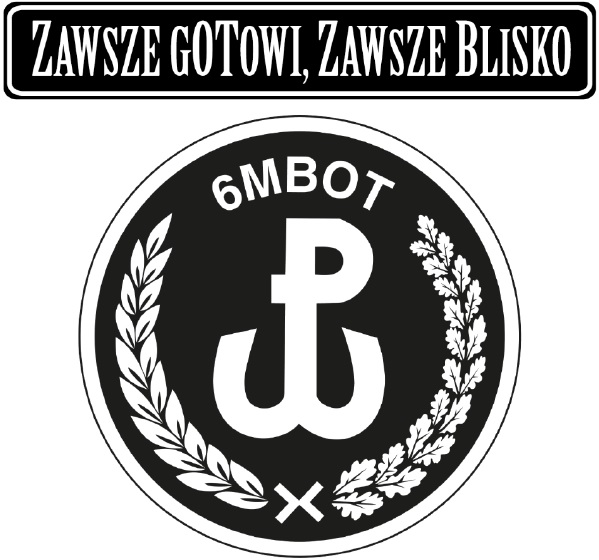
Oznaka rozpoznawcza na mundur wyjściowy
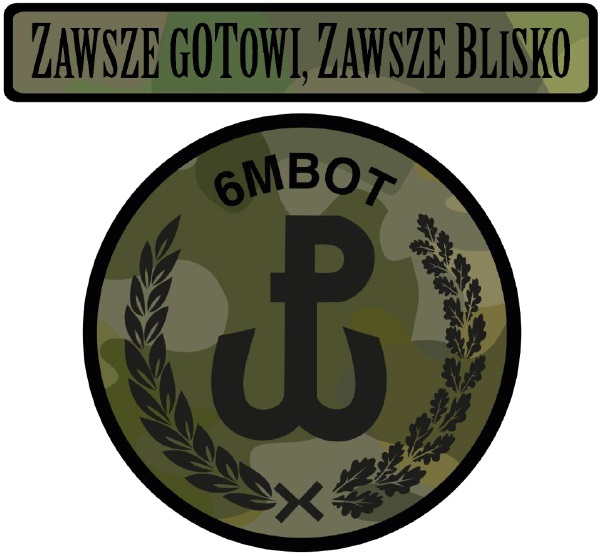
Oznaka rozpoznawcza na mundur polowy

## Dowódcy brygady[8]
- płk Tomasz Białas (1 lipca 2017 – 15 stycznia 2018[9] )
- płk Grzegorz Kaliciak (15 stycznia 2018 – 27 września 2019)[10] [11]
- płk Przemysław Owczarek (27 września 2019[12] – 31 grudnia 2020)
- płk Witold Bubak (od 31 grudnia 2020[13])